# Carlos Simon
Carlos Simon (ur. 3 września 1965 w Rio Grande do Sul, Brazylia) – brazylijski sędzia międzynarodowy. Z zawodu dziennikarz, był arbitrem zarówno na Mistrzostwach Świata w Korei i Japonii jak i na Mundialu w Niemczech. Ponadto sędziował mecze na turnieju Copa América w 2001 roku i w letnich Igrzyskach Olimpijskich w Sydney. Mieszka w Porto Alegre, oprócz języka ojczystego, posługuje się również hiszpańskim.